# Postcard from Heaven
«Postcard from Heaven» es un sencillo del grupo Lighthouse Family publicado como el quinto y último del álbum Postcards from Heaven. La canción está producida por Mike Peden. Fue lanzada en enero de 1999 y alcanzó el top 30 en el Reino Unido al igual que en Europa con un puesto 90. El sencillo tiene varias remezclas. Uno de estos aparece en los álbumes recopilatorios Greatest Hits y Relaxed & Remixed de 2002 y 2004 respectivamente.

## Listado de pistas y formatos
| #               | Título                          | Duración |
| --------------- | ------------------------------- | -------- |
| UK CD single #1 |                                 |          |
| 1.              | "Postcard from Heaven" (7" mix) | 3:59     |
| 2.              | "Ocean Drive" (Demo)            |          |
| 3.              | "Let It All Change" (Demo)      |          |

| #               | Título                          | Duración |
| --------------- | ------------------------------- | -------- |
| UK CD single #2 |                                 |          |
| 1.              | "Postcard from Heaven" (7" Mix) | 3:59     |

## Listas
Postcard from Heaven alcanzó el puesto 24 de la lista de ventas en Reino Unido y estuvo durante seis semanas y el 91 a nivel europeo por una semana.
| Lista (1999)      | Puesto |
| ----------------- | ------ |
| UK Singles Chart  | 24     |
| Eurochart Hot 100 | 91     |